# Raíces & Cultura
Raíces & Cultura es una banda de roots reggae originaria de Panamá que hizo su debut en 1998. Es el único grupo de reggae en la actualidad comprometido con la necesidad de expresar a través de sus raíces temas sociales de paz y reflexión.

## Origen
Raíces & Cultura nace en los barrios de la ciudad de  Panamá en 1998 como banda pionera de  roots reggae en la escena underground de Panamá. Los miembros originales y creadores de la banda son Luis Carlos Ayala aka El Puas (fallecido en 2010), Félix Berrocal aka Master Flex y Eric Garibaldi aka Gary Rebel producen junto a su Manager Holbein Cornejo aka El Bosh Formula Cruda con El Rookie, producción que dio inicio a su compromiso con el género y les abrió las puertas a nuevos horizontes. Mística Raíz fue el título que adoptó el primer álbum, distribuido solo en Panamá. En el año 2006 produjeron su último disco titulado En Victoria en el 2006.

## Miembros actuales
- Batería: Félix Berrocal - Master Flex
- Bajo: Jorge Jaén - Ras Yorsh
- Teclados: Alexander Sáenz - Alex de Ruah
- Guitarra: Eric Garibaldi - Gary Rebel
- Voz solista: Jermaine Vásquez - Jermaine El Maine Lion